# Robert Julius Trumpler
Robert Julius Trumpler, švicarsko-ameriški astronom, * 2. oktober 1886, Zürich, Švica, † 10. september 1956, Berkeley, Kalifornija, ZDA.

## Življenje in delo
Po končani gimnaziji je Trumpler najprej nekaj časa delal v banki. Leta 1906 je začel na Univerzi v Zürichu študirati astronomijo, fiziko in matematiko. Leta 1910 je doktoriral na Univerzi v Göttingenu.
Leta 1914 so ga vpoklicali v švicarsko vojsko. Maja 1915 je prišel v ZDA, kjer je na povabilo Franka Schlesingerja začel delati na Observatoriju Allegheny v Pittsburghu, Pensilvanija, kasneje pa na Observatorjiu Lick. Izkazal se je kot zelo dober in vesten opazovalec. Leta 1922 je s predstojnikom Observatorija Lick Campbellom odšel v Wallal v Avstralijo meriti odklon svetlobnega curka med popolnim Sončevim mrkom. Campbell je za potrditev Einsteinove splošne teorije relativnosti želel doseči še bolj točne vrednosti od Crommelinovih in Eddingtonovih iz leta 1919 (1,61 ± 0,3 kotne sekunde). Na tej odpravi so izmerili odklon 1,75" ± 0,09", kar se je še bolj skladalo z Einsteinovo napovedjo.
Trumpler je leta 1930 neodvisno od Voroncov-Veljaminova na podlagi razsutih zvezdnih kopic odkril absorpcijo svetlobe v medzvezdnem prahu, kar je privedlo do današnjega spoznanja prave oblike naše Galaksije.

## Priznanja
Poimenovanja
Po njem se imenujeta kraterja na Luni (Trumpler) in Marsu (Trumpler).
1. 1 2  SNAC — 2010.
2. 1 2  Brockhaus Enzyklopädie
3. ↑  Historische Lexikon der Schweiz, Dictionnaire historique de la Suisse, Dizionario storico della Svizzera — Bern: 1998.